# Gwiezdne wrota: Arka Prawdy
Gwiezdne Wrota: Arka Prawdy (tytuł oryg. Stargate: The Ark of Truth) – amerykańsko-kanadyjski film science fiction, którego akcja rozgrywa się w świecie Gwiezdnych wrót. Film jest bezpośrednią kontynuacją serialu Gwiezdne wrota i kończy zapoczątkowany w nim wątek Ori. Film nie był emitowany w kinach i został wydany tylko na DVD. Jest jedną z dwóch pełnometrażowych kontynuacji serialu Gwiezdne wrota.

## Obsada
- Ben Browder jako Cameron Mitchell
- Michael Shanks jako dr Daniel Jackson
- Amanda Tapping jako Samantha Carter
- Christopher Judge jako Teal'c
- Claudia Black jako Vala Mal Doran
- Beau Bridges jako Hank Landry
- Tim Guinee jako Tomin
- Currie Graham jako James Merek
- Morena Baccarin jako Adria
- Sarah Strange jako Morgan le Fay

## Opis fabuły
Drużyna SG-1 poszukuje tytułowego urządzenia "Ark of Truth" (z ang. Arka Prawdy), które służy do prania mózgu i przekonywania do zaprogramowanej wcześniej "prawdy". Wkrótce okazuje się, że Arka znajduje się w galaktyce Ori, do której SGC postanawia wysłać drużynę z misją. W trakcie jej wykonywania okazuje się, że IOA ma własny plan pozbycia się Ori, w ten sposób na pokładzie statku zostaje stworzony replikator. Podczas gdy Samantha i reszta załogi próbują uporać się z replikatorami, reszta zespołu Daniel Jackson, Teal'c, Vala Mal Doran oraz Tomin zostają zaatakowani zaraz po wyciągnięciu Arki. Ponieważ statek Ziemian zostaje zmuszony do skoku w hiperprzestrzeń, nie mogą się wydostać z oblężenia. Teal'c zostaje trafiony, przez co został zostawiony na miejscu walki. Reszta trafiła do lochów w stolicy Ori, gdzie poddawani są praniu mózgów przez kapłanów. W chwilach przerwy Danielowi ukazuje się Morgan le Fay, która pośrednio zapoznaje go ze swoim planem. Ponieważ pozostali Ori zostali zniszczeni poprzednio w serialu, Adria przejęła ich moc kolektywną, stąd bez użycia Arki Morgan le Fay nie ma na tyle mocy, aby ją powstrzymać. 
W międzyczasie Teal'c odzyskuje świadomość i przemierzając obszary planety Ori dochodzi do stolicy, lecz z wycieńczenia i odniesionych ran pada na błotach (dawniej była tam płytka woda, po której Daniel i Vala pierwszy raz byli prowadzeni na spotkanie z Doci Ori, na początku wątku Ori) okalających twierdzę Ori. Wtedy też Morgan le Fay używa swojej mocy i uzdrawia Teal'ca, który następnie oswobadza resztę przyjaciół. Wszyscy zdążają do komnaty tronowej Adrii. Tam Daniel próbuje dowiedzieć się, jakie znaki widziała włączone na Arce podczas swojej rozmowy z Adrią, kolejne próby nie przynoszą jednak rezultatu. Wchodzi Doci i pojawia się Adria. Vala zaczyna z nią rozmowę dla odwrócenia uwagi, wtedy Daniel próbuje kolejną kombinację. 
W tym czasie na statku robi się naprawdę gorąco, Mitchellowi udaje się chwilowo uwolnić człowieka IOA od wpływu replikatorów, przez co ten informuje, że kod niszczący replikatory znajduje się na odwrotnej stronie modułu z danymi użytymi do stworzenia replikatora. Samantha wyłącza replikatory, jednak statek po wyjściu z hiperprzestrzeni zostaje okrążony przez cztery statki Ori, które strzelając dążą do jego destrukcji. 
Natomiast Adria w komnacie tronowej zauważa poczynania Daniela i swoją mocą wszystkich odsuwa od urządzenia, jednak Teal'c strzela w kolumnę stołu z Arką, przez co stół przewracając się otwiera wieko Arki, która swoim promieniem poraża Doci. Ponieważ wszyscy kapłani są połączeni siecią informacyjną za pomocą laski, którą każdy nosi, dane otrzymuje każdy z nich. W jednej chwili Adria traci w swojej galaktyce wszystkich wyznawców. W ten sposób zostaje pozbawiona potęgi Ori wynikającej z kultu. W tym momencie Morgan le Fay może dokończyć rozprawę z Adrią. Statki Ori wstrzymują atak.
Arka trafia do Galaktyki Drogi Mlecznej i tu zostaje użyta na przetrzymywanym przez SGC kapłanie. W ten sposób zakończony zostaje wątek Ori.

## Premiera w Polsce
Film miał swoją premierę w Polsce 5 września 2009 roku na kanale nFilm HD.